# Wilhelm Schmurr
Wilhelm Schmurr (né le 1er mars 1878 à Hagen et mort le 16 février 1959 à Düsseldorf) est un peintre allemand et cofondateur du Sonderbund à Düsseldorf. Son style de peinture, qui se caractérise par une forme d'expression claire, est particulièrement influencé par les préraphaélites, les symbolistes et les réalistes.

## Biographie

### Enfance et adolescence
L'artiste est le fils de Wilhelm Heinrich Schmurr. Sa mère Julie Auguste, née Stüber, encourage son fils à vouloir devenir peintre. Après la mort prématurée de leur père, la famille déménage à Düsseldorf en 1892. C'est ici qu'il réalise ses premiers dessins. En 1894, il commence ses études à l'Académie des beaux-arts de Düsseldorf avec Peter Janssen, Arthur Kampf et Eduard von Gebhardt (jusqu'en 1904), plus récemment il est l'étudiant maître de Claus Meyer.

### Carrière artistique
En 1904 et 1905, Wilhelm Schmurr reçoit la médaille d'or de l'État lors d'expositions à Vienne et à Salzbourg et devient membre du nouveau "Kunstverband Düsseldorf". En 1905, il s'installe à Paris avec sa femme Emmy pendant un an. En 1907, il reçoit une petite médaille d'or à la Grande exposition d'art de Berlin. En 1908, la première apparition conjointe du club d'exposition "Weißer Nessel" a lieu à la Galerie d'art de Düsseldorf (de), que Schmurr a fondée avec ses camarades Julius Bretz, Max Clarenbach, August Deusser et Walter Ophey. Il rejoint l'association d'artistes Malkasten à Düsseldorf.
Schmurr reçoit ses premiers prix à Vienne et à Salzbourg, où son œuvre « La beauté de la forme » (perdue) et le portrait du peintre Werner Heuser sont présentés. En 1907, il reçoit la médaille d'or prussienne pour le portrait de son camarade de classe et ami de toujours Max Clarenbach.
En 1909, il est représenté en tant que membre fondateur des « Sonderbundes Westdeutscher Kunstfreunde und Künstler » lors de son exposition à Düsseldorf, qui comprend également des œuvres de Paul Cézanne, Pierre-Auguste Renoir, Claude Monet et Vincent van Gogh. Les membres fondateurs du Sonderbund se séparent et forment l'association « Die Friedfertigen ». D'autres adhésions suivent : La Jeune Rhénanie, Westfälische Sezession, Association des artistes ouest-allemands (de) et Düsseldorfer Künstlergruppe. Il capture les expériences de la Première Guerre mondiale dans des représentations apparemment mélancoliques de mendiants et de perspectives de paysages arides.
De 1927 à 1947, Schmurr est professeur à l'Académie des beaux-arts de Düsseldorf. Ses élèves comprennent l'artiste Werner Persy (de), qui vit et travaille à Trèves, et les peintres Karl Bruchhäuser (de), Antonius van der Pas (de) et Alois Stettner (de). En 1938, sa première exposition personnelle démontrable a lieu à l'association d'art pour la Rhénanie et Westphalie (de) ; il est aussi représenté à la XXIe Biennale de Venise. En 1939, Hitler acquit la peinture à l'huile de Schmurr « Nature morte au pain » à la Grande exposition d'art allemand à Munich.
Après la fin de la guerre, les paysans des champs l'inspirent pour écrire de nombreuses scènes de vie simple et diverses natures mortes avec des légumes. En tant que membre de l'Association allemande des artistes, Schmurr participe personnellement à ses expositions annuelles en 1956 à Düsseldorf et 1958 à Essen - sa participation au début de l'été 1959 à Wiesbaden est déjà un hommage posthume à l'artiste décédé en février de cette année-là.

## Récompenses
En 1954, Schmurr reçoit le prix Karl Ernst Osthaus de la ville de Hagen ; En 1958, il reçoit la Croix fédérale du mérite, première classe, et est nommé membre honoraire de l'« Association professionnelle des artistes visuels de l'Association du district de Düsseldorf » et de l'Association des artistes de Malkasten.

## Expositions
- 1937, 1939, 1940, 1941, 1942 et 1944 : Munich, Grande exposition d'art allemand[1]
- 1948 : Kunstverein Bochum
- 1949 : Exposition du groupe d'artistes de 1949 (de) de Düsseldorf à la Kunsthalle de Düsseldorf
- 1954 : Exposition spéciale dans le cadre de la 6e exposition de l'Association des artistes ouest-allemands, Musée Karl Ernst Osthaus, Hagen
- 1956 : Galerie d'art de Recklinghausen (de)
- 1958 : Musée Clemens-Sels, Neuss
- 1960 : Musée Karl Ernst Osthaus, Hagen
- 1961 : Musée municipal de Mönchengladbach
- 1964 : Université des Arts de Berlin (13e exposition annuelle DKB)
- 1965 : Association d'art pour la Rhénanie et Westphalie (de), Düsseldorf
- 1978 : Galerie Paffrath, Düsseldorf
- 1978 : Galerie Louis du château d'Oberhausen (de)
- 1979 : Kunsthalle Recklinghausen
- 1982 : Musée westphalien de Münster (de)
- 1984 : Musée d'art de Düsseldorf
- 1994 : Kunsthalle de Mannheim
- 1998 : Musée du château de Moyland (de), Bedburg-Hau
- 2003 : Musée d'art de Düsseldorf
- 2003 : Musée Von der Heydt, Wuppertal
- 2009 : Musée Clemens-Sels, Neuss